# Euxoa concolor
Euxoa concolor là một loài bướm đêm trong họ Noctuidae.